# Brasinca 4200 GT
O Brasinca 4200 GT é um automóvel esportivo brasileiro que foi fabricado pela Brasinca. Apresentado no Salão do Automóvel de 1964, teve sua produção iniciada em março de 1965.
Havia também uma versão mais potente, chamada GTS, equipada com câmbio de quatro marchas, comando de válvulas e diferencial autoblocante importados e potência de 171 cv.
Em 1966, a Brasinca vendeu a linha de produção deste automóvel para a Sociedade Técnica de Veículos (STV). A STV por sua vez, faz algumas melhorias e alterou seu nome para Uirapuru.